# Begonia cladotricha
Espèce
Begonia cladotricha est une espèce de plantes de la famille des Begoniaceae.
L'espèce fait partie de la section Jackia.
Elle a été décrite en 2007 par Mark Hughes.
En 2018, l'espèce a été assignée à une nouvelle section Jackia, au lieu de la section Diploclinium.

## Répartition géographique
Cette espèce est originaire du Laos.